# シャネル&ストラヴィンスキー
『シャネル アンド ストラヴィンスキー』（Coco Chanel & Igor Stravinsky）は、2009年のフランス映画。クリス・グリーンハルジェの同名小説を映画化。第62回カンヌ国際映画祭クロージング作品。（日本では映倫R18指定）

## ストーリー
1913年のパリで、ストラヴィンスキー（マッツ・ミケルセン）の新作である春の祭典が初日を迎える。だが、観客はそのあまりにも斬新な内容についていけず、激しいブーイングが起きる。その7年後、デザイナーとして成功したシャネル（アナ・ムグラリス）は、ストラヴィンスキーの才能にほれ込み、自分の別荘に彼とその家族を滞在させる。

## キャスト
※括弧内は日本語吹替
- イゴール・ストラヴィンスキー - マッツ・ミケルセン（木下浩之）
- ココ・シャネル - アナ・ムグラリス（夏樹陽子）
- カトリーヌ・ストラヴィンスキー - エレーナ・モロゾヴァ（高橋理恵子）
- ミシア・セール - ナターシャ・リンディンガー（篠原恵美）
- セルゲイ・ディアギレフ - グリゴリイ・マヌコフ（中村秀利）
- ボーイ・カペル - アナトール・タウプマン（ドイツ語版）
- エルネスト・ボー - ニコラ・ヴォド
- ヴァーツラフ・ニジンスキー - マレク・コサコフスキ
- ピエール・モントゥー - ジェローム・ピルマン